# Jaszczurka
För ordet "jaszczurka", se jaszczurka på Wiktionary.
Jaszczurka (polska; ödla) är debutalbumet av den polska sångerskan Pati Yang, utgivet i oktober 1998 på Sony Music Poland. Albumet spelades in mellan september 1997 och juni 1998 vid Red Studio i Gdańsk och producerades av Jarogniew Milewski. Låtarna "Jaszczurka" och "Underlegend" släpptes som singlar samma år, där den sistnämnda gästas av den brittiske dubmusikern Linton Kwesi Johnson.
Albumets elektroniska stil var en tidig definition av genren triphop. Låtarna är både på engelska och polska. 

## Låtlista
All sångtext är skriven av Pati Yang. 
| Nr  | Titel                                  | Musik                         | Längd |
| --- | -------------------------------------- | ----------------------------- | ----- |
| 1.  | Si                                     | Pati Yang, Jarogniew Milewski | 4:53  |
| 2.  | 3 Pati                                 | Pati Yang                     | 3:18  |
| 3.  | Jaszczurka (ödla)                      | Pati Yang                     | 3:50  |
| 4.  | Uwolnij (släpp, frige)                 | Pati Yang, Piotr Łukaszewski  | 3:33  |
| 5.  | Aooh                                   | Pati Yang, Milewski           | 3:02  |
| 6.  | Higher Perception                      | Milewski                      | 4:11  |
| 7.  | Underlegend (med Linton Kwesi Johnson) | Pati Yang                     | 5:10  |
| 8.  | Nie wróci (kom inte tillbaka)          | Pati Yang                     | 4:36  |
| 9.  | Może zapomni (kan glömma)              | Pati Yang, Milewski           | 3:48  |
| 10. | Too Late                               | Pati Yang                     | 5:45  |
| 11. | Empty Temple                           | Pati Yang, Bruno              | 4:56  |

## Singlar

### Jaszczurka
Titelspåret "Jaszczurka" var den första singeln från albumet, släppt 1998. Singeln innehåller en engelsk version av låten, betitlad "Soothe Me", samt en drum and bass-remix. Videon till låten, regisserad av Piotr Rzepliński, visar ungdomar i nattlivsmiljö.
Singelns låtlista
1. "Jaszczurka" – 3:50
2. "Soothe Me" – 3:50
3. "Jaszczurka" (Voo Doo remix) – 6:16

### Underlegend
"Underlegend" var albumets andra singel, släppt 1998. På låten gästsjunger den brittiske dubmusikern Linton Kwesi Johnson.
Singelns låtlista
1. "Underlegend" – 5:10

## Medverkande
- Pati Yang – sång
- Tomek Bonarowski – ljudtekniker
- Piotr "Fala" Falkowski – logodesign
- Pola Gray – omslagsdesign
- Wojtek Horny – keyboard (3, 7)
- Piotr Łukaszewski – gitarr
- Jarogniew Milewski – keyboard, arrangemang, programmering, producent
- Rysiek Olczak – fotografi
- Maciej Pilarczyk – exekutiv producent
- Grzegorz Piwkowski – mastering

Källa